# 尤利伊夫卡
47°42′4″N 35°25′49″E / 47.70111°N 35.43028°E
尤利伊夫卡（烏克蘭語：Юльївка）是位於烏克蘭東南部的村莊，由扎波羅熱州扎波羅熱区的新亞歷山德里夫卡市鎮負責管轄。該村始建於1830年，面積47.5平方公里，海拔高度22米，2001年人口672，人口密度每平方公里14.1人。